# Volocopter

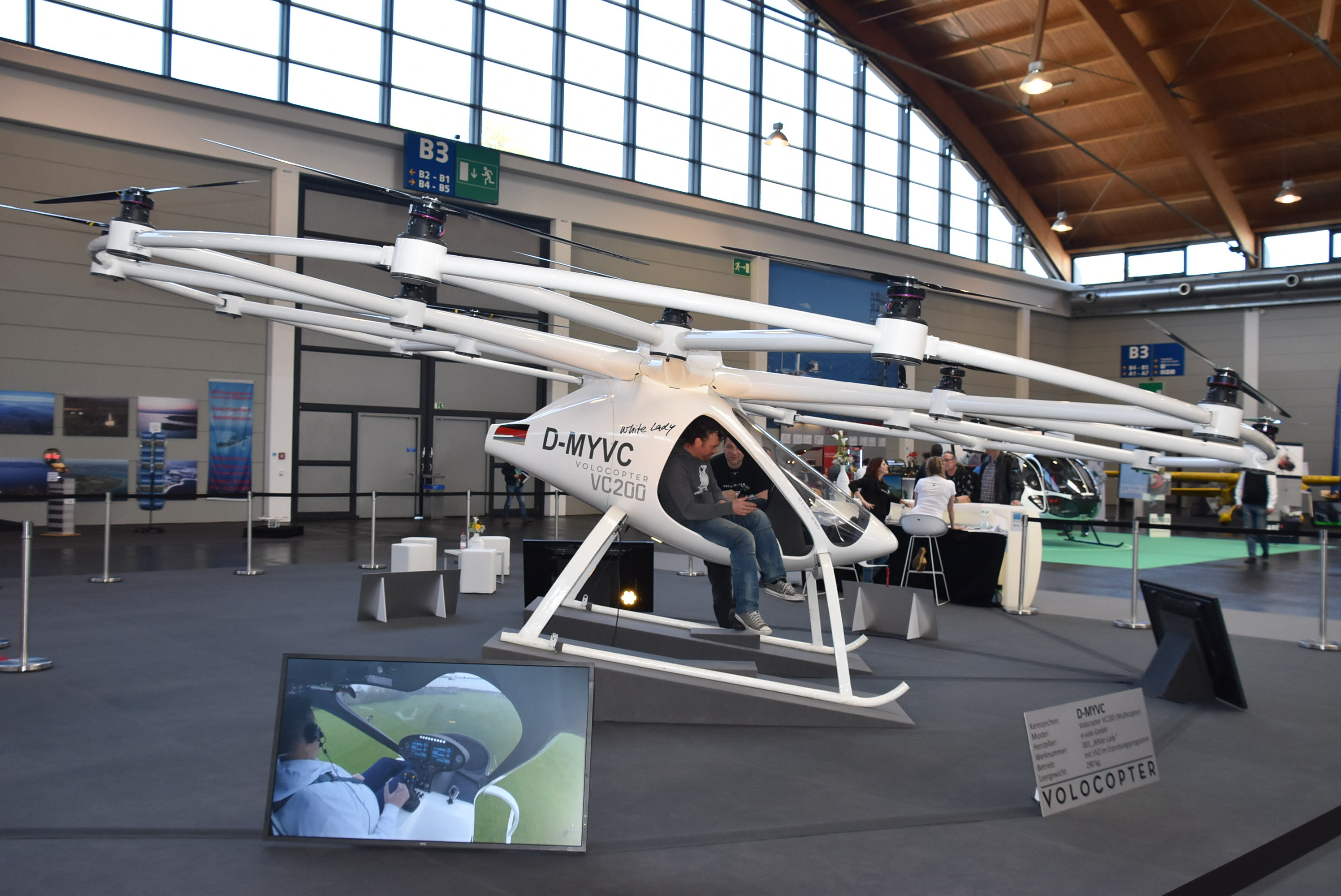
Волокоптер «D-MYVC VC200»

Volocopter — серия электрических пилотируемых вертолётов-мультикоптеров сверхлёгкого класса, разрабатываемых компанией e-volo из Карлсруэ, Германия.

## Принцип функционирования
Для управления Volocopter, в отличие от обычных вертолётов, не требуется таких механических устройств, как автомат перекоса, изменяемый шаг винта, хвостовой винт и руль направления. Винты неподвижно закреплены на осях электродвигателей. Изменение высоты полёта, поворот и горизонтальное движение обеспечивается исключительно за счет уменьшения или увеличения оборотов двигателей. Дополнительный (планируемый) двигатель в продольной оси, устанавливаемый позади фюзеляжа, обеспечивает дополнительную тягу для горизонтального полёта. Электродистанционное управление осуществляется джойстиком. Положение и направление полёта автоматически поддерживают несколько независимых и взаимно контролируемых компьютеров (резервирование), управляя индивидуальной скоростью вращения каждого двигателя.

## Развитие концепции Volocopter

### VC 1
Первая практическая реализация концепции Volocopter была осуществлена e-volo с одноместным прототипом VC 1, который совершил первый в мире полностью электрический пилотируемый полёт на вертолёте в октябре 2011 года.

### VC 200
На полученное финансирование более двух миллионов евро от Федерального министерства экономики и технологий Германии, в середине 2012 года компанией e-volo был построен двухместный VC 200, который оснащен 18 отдельными двигателями. В апреле 2014 года на авиасалоне Aero Friedrichshafen компания представила прототип.
Планируются тестовые полёты. После завершения программы испытаний будет проведена сертификация и начато серийное производство, намеченное на 2016 год.
Ключевые цели развития двухместного Volocopter, основанные на исследовании концепции VC Evolution 2P:
- Скорость: 100 км/ч
- Достижимая высота полёта: около 1980 м
- Размеры: высота 2,20 м, диаметр рамы с двигателями 9,80 м.
- Взлётный вес: 450 кг
- Продолжительность полёта: около 1 часа

Volocopter VC 200 оснащён системой спасения с парашютом. В обычных вертолётах и автожирах путь наверх заблокирован несущим винтом и использование полноценной системы спасения невозможно. Ранее только некоторые вертолёты имели систему спасения: например, вертолёты Камова – отделением с помощью взрывов лопастей обоих несущих винтов с последующим катапультированием. Также такой системой оснащены вертолёты ОКБ "Ротор".
Элементы корпуса и винты изготовлены из композитных материалов. Питание для электродвигателей может быть как исключительно от литиевых аккумуляторов, так и от гибридной силовой установки с ДВС и электрогенератором. Винты разнесены на достаточное расстояние для уменьшения их вредного взаимодействия, что также исключает возможность их перехлёста. Благодаря меньшей скорости вращения концов лопастей винтов обеспечивается малая шумность по сравнению с вертолётами традиционной схемы. Мультикоптер также отличается малой вибрацией по сравнению с обычными вертолётами.
В случае уменьшения уровня заряда аккумуляторных батарей ниже определенного порогового значения или поломки подзаряжающего их двигателя внутреннего сгорания летательный аппарат начинает автоматически снижаться, несмотря на команды пилота о продолжении полёта, и совершает мягкую посадку. Отсутствие автомата перекоса и редукторов для винтов, возможность полёта при отказе до шести двигателей и наличие аварийного парашюта обеспечивают повышенную надёжность и безопасность.
Аппарат отличается простотой управления. Для получения лицензии пилота обычного вертолёта требуется пройти длительный и дорогой курс обучения, но в случае с Volocopter VC200 достаточно всего пяти часов подготовки. Также имеется система стабилизации полёта. В отличие от обычного вертолёта, при потере управления над VC200 он просто зависает на месте, пока пилот не восстановит контроль. Этот вертолёт также можно легко разбирать и собирать, что позволяет хранить его в обычном гараже.
17 ноября 2013 года состоялся первый беспилотный полёт опытного образца.
30 марта 2016 года осуществлён первый пилотируемый полёт.

## Область применения
Volocopter VC200 позиционируется разработчиками как идеальный транспорт для перемещения в условиях крупного города с широко разбросанными пригородами.